# Pougny (Ain)
Pougny is een gemeente in het Franse departement Ain (regio Auvergne-Rhône-Alpes) en telt 709 inwoners (2004). De oppervlakte bedraagt 7,8 km², de bevolkingsdichtheid is 90,9 inwoners per km². De gemeente grenst aan de Rhône en Zwitserland. 

## Verkeer en vervoer
In de gemeente ligt spoorwegstation Pougny-Chancy. Dit station ligt op de lokale Zwitserse lijn Genève – Bellegarde. Ook met de buslijn 'K' van de Transports Publics Genevois, het openbaarvervoerbedrijf van Genève.

## Demografie
Onderstaande figuur toont het verloop van het inwoneraantal van Pougny vanaf 1962. De cijfers zijn afkomstig van het Frans bureau voor statistiek en bevatten geen dubbel getelde personen (volgens de gehanteerde definitie population sans doubles comptes).
Vanwege een beveiligingsprobleem met de MediaWiki Graph-software is het momenteel niet mogelijk deze grafiek weer te geven. Zodra de software is bijgewerkt zal de grafiek vanzelf weer zichtbaar worden.
1. ↑  Populations de référence 2022.